# Cessna O-2 Skymaster

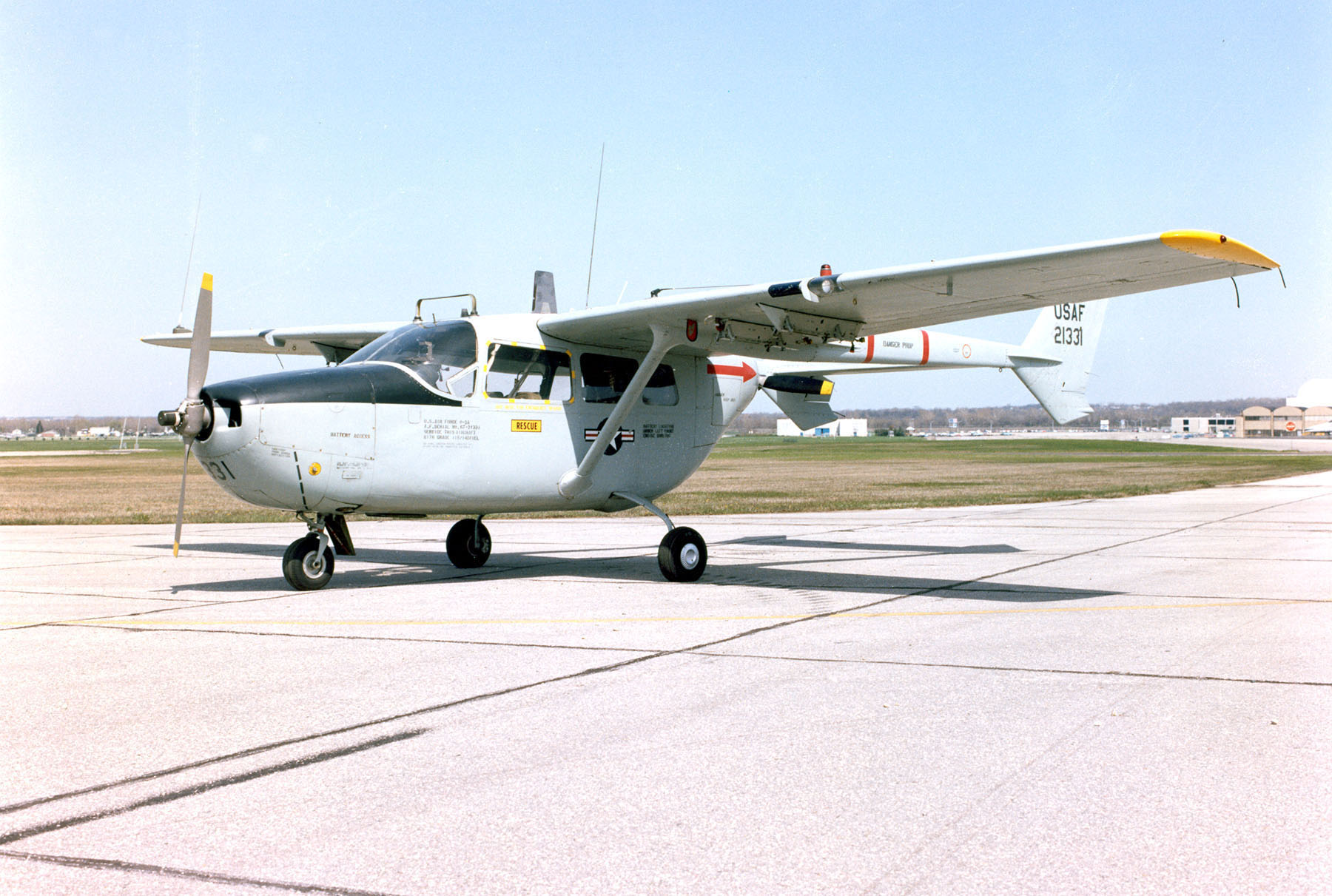
Un O-2A expuesto en el Museo Nacional de la Fuerza Aérea de los Estados Unidos.

El Cessna O-2 Skymaster (también conocido como "Oscar Deuce" o "The Duck") es la versión militar del  Cessna 337 Super Skymaster. La Fuerza Aérea de los Estados Unidos encargó a Cessna construir una variante militar que reemplazara al O-1 Bird Dog en 1966.

## Diseño y desarrollo
Al igual que la versión civil, el Skymaster es un avión de dos motores de pistón de bajo costo, con un motor en la proa y el otro en la parte posterior del fuselaje. La configuración empuja-tira hizo que el procedimiento operativo fuese tan sencillo como en el caso de un avión de un solo motor, al contrario de lo que ocurre en aviones bimotor bajo las alas, permitiendo así una ala alta, lo cual era muy útil para una visión limpia hacia abajo y atrás del avión. 
El Skymaster sería finalmente reemplazado en el cometido de Control aéreo avanzado (FAC) por el OV-10 Bronco y el A-37 Dragonfly, y estos aviones serían reemplazados a su vez por el A-10 Thunderbolt II.

### Variantes

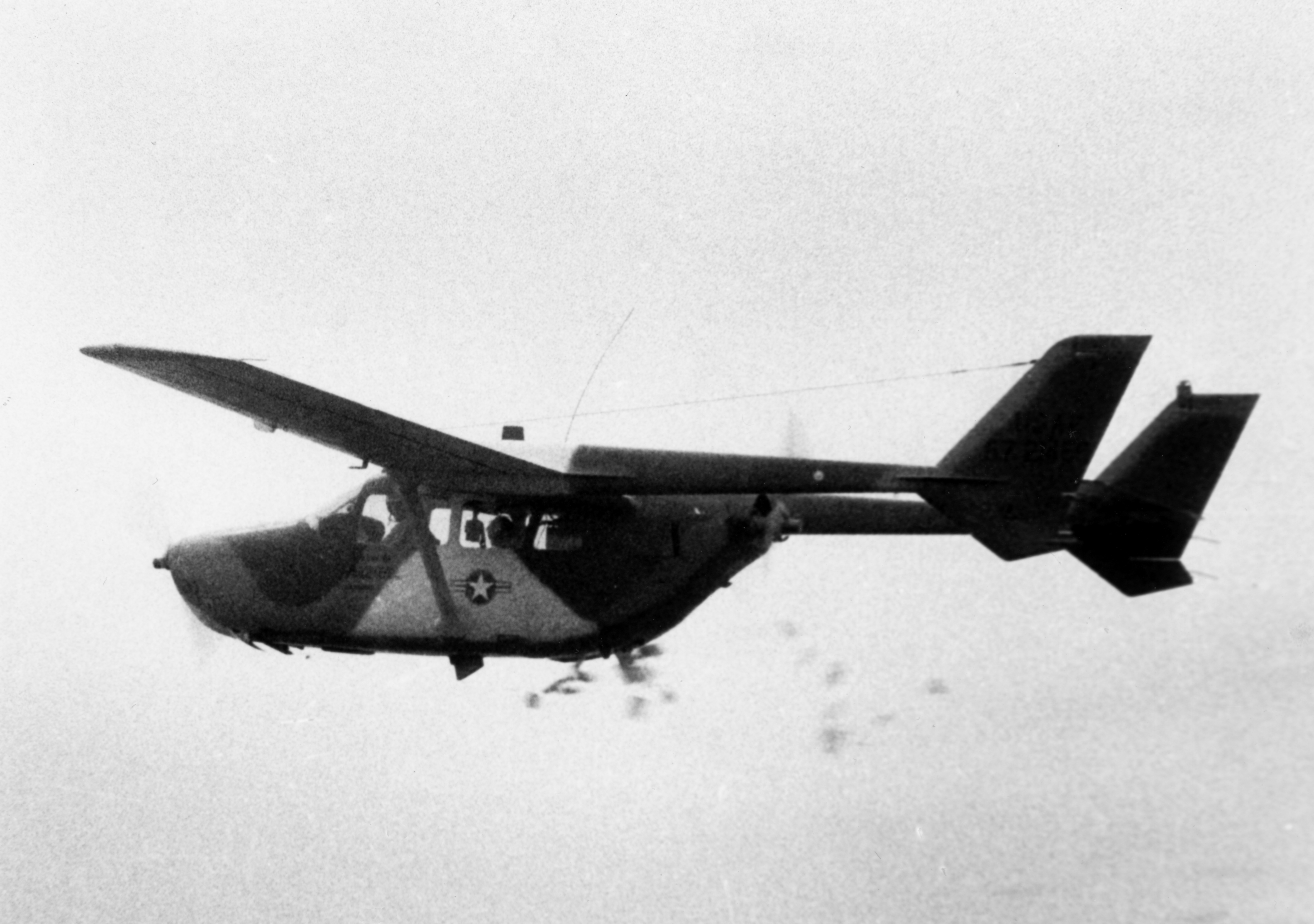
Un O-2B Skymaster dejando caer panfletos sobre Vietnam.

El primer O-2 voló en enero de 1967 y el avión entró en producción poco después, con entregas a la Fuerza Aérea de los EE. UU. en marzo de 1967. Un total de 532 O-2 fueron construidos en dos variantes para la Fuerza Aérea hasta 1970. El O-2A sirvió como avión de control aéreo adelantado (FAC) mientras que el O-2B estaba equipado con altavoces y dispensadores de panfletos para el cometido de Operaciones psicológicas (PSYOPS). Muchos  O-2 norteamericanos fueron transferidos para operar con la Fuerza Aérea sudvienamita (VNAF).

### Posguerra de Vietnam, entra en la Marina de Estados Unidos
Después de la Guerra de Vietnam, el O-2 continuó operando con ambas ramas aéreas (Fuerza Aérea de los Estados Unidos y Guardia Nacional Aérea) hasta finales de los años 1980. Seis células O-2A de la Fuerza Aérea fueron trasferidas a la Marina de los Estados Unidos en 1983 para ser usadas como «controladores de rango» con el Attack Squadron 122 (VFA-122), el escuadrón de reemplazo de la Flota del Pacífico para el A-7 Corsair II en la estación aeronaval de Lemoore (Naval Air Station Lemoore), California. Estos aviones fueron trasferidos más tarde al Strike Fighter Squadron 125 (VFA-125), el F/A-18 Hornet FRS, NAS Lemoore, en 1986 para ser usados en el mismo cometido.
Los seis O-2A de la Marina permanecieron en esa función hasta finales de 1990, cuando fueron reemplazados por aviones T-34C Turbo Mentor transferidos desde el Mando de Entrenamiento Aéreo Naval. Cuatro de los aviones O-2A fueron dados de baja y dos se convirtieron en civiles registrados así en septiembre de 1991. Estos dos se presentaron en Ferias Aéreas «Viet Nam Warbird COIN/FAC» haciendo rutinas simuladas de combate durante los años 1990. La rutina debutó en la feria aérea «Wings Over Houston» (Texas) en octubre de 1991.
De los seis aviones de la Marina anteriormente citados, dos fueron transferidos al Ejército de los Estados Unidos a finales de 1990. Los O-2A que habían entrado originalmente al inventario del ejército en 1967 desde las reservas de la Fuerza Aérea fueron aumentados en 1990 por los aviones transferidos desde la Armada de EE. UU.. Hoy, dos O-2A permanecen en servicio en el aeródromo Laguna Army Airfield en Arizona, como parte de las pruebas llevadas a cabo en el Campo de Pruebas Yuma. Sin embargo, a pesar de que muchos O-2s Fuerza Aérea EE. UU. permanecen guardados en la Davis-Monthan AFB, Arizona, sólo los dos O-2A del Laguna AAF permanecen en el servicio militar activo de Estados Unidos.

### Historia operacional

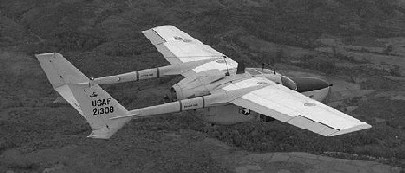
O-2 Skymaster de la USAF en vuelo.

Un total de 178 O-2 Skymasters de la Fuerza Aérea de EE. UU. se perdieron en Vietnam , debido a diferentes causas.

## Variantes
O-2A
Versión diseñada para control aéreo adelantado de artillería, presentaba puntos de amarre debajo de las alas de ordenanza para llevar cohetes, vainas de armas  o bengalas. Se entregaron 513
O-2B
Versión desarmada diseñada para guerra psicológica, estaba equipada con altavoces y liberador de panfletos. 31 Cessna 337 civiles fueron convertidos a O-2Bs.
Reims Cessna 337
Aviones 336 y 337 civiles reacondicionados en Rhodesia a un estándar cercano al O-2A.

## Usuarios
Estados Unidos
- Fuerza Aérea de los Estados Unidos
- Marina de los Estados Unidos
- Departamento Forestal de California

 Botsuana
- Fuerza Aérea de Botsuana

 Chile
- Ejército de Chile

 Colombia
- Fuerza Aérea de Colombia

 El Salvador
- Fuerza Aérea Salvadoreña

 Portugal
- Fuerza Aérea Portuguesa

 Corea del Sur
- Fuerza Aérea de la República de Corea

 Sri Lanka
- Fuerza Aérea de Sri Lanka

 Tailandia
- Royal Thai Navy (Control de tiro adelantado/Ataque ligero)

 Zimbabue
- Fuerza Aérea de Zimbabue opera unidades ex-Rhodesianas

 Uruguay
- Armada Uruguaya

## Antiguos Operadores
Rodesia
- Fuerza Aérea de Rhodesia, pasados a su estado sucesor

Vietnam del Sur
- Fuerza Aérea de Vietnam del Sur, pasados a su estado sucesor

 Chile
- Armada de Chile, Reemplazados por el Vulcanair P.68 Observer 2

 República Dominicana
- Fuerza Aérea Dominicana

## Especificaciones técnicas
Referencia datos: 

### Características generales
- Tripulación: 2 - piloto y observador
- Carga:  Armas, contenedores
- Longitud: 9,07 m
- Envergadura: 11,63 m
- Altura: 2,79 m
- Superficie alar: 18,8 m²
- Peso vacío: 1292 kg
- Peso cargado: 2448 kg
- Planta motriz: 2× Motor en línea Continental IO-360.
  - Potencia: 210 hp (157 kW) cada uno cada uno.

### Rendimiento
- Velocidad máxima operativa (Vno): 322 km/h
- Alcance: 2132 km
- Techo de vuelo: 5490 m
- Régimen de ascenso: 6 m/s

## En el cine
Un Cessna 337 no modificado pintado de gris simuló ser un O-2 Skymaster en la película de acción Bat*21, pilotado por Danny Glover.

### Desarrollos relacionados
- Cessna Skymaster
- AVE Mizar

### Aeronaves similares
- Adam A500

### Secuencias de designación
- Secuencia O-_ (Aviones de Observación estadounidenses, 1962-presente): O-1 - O-2 - O-3 - O-4 - O-5 →

### Listas relacionadas
- Anexo:Aeronaves de la Fuerza Aérea de los Estados Unidos (históricas y actuales)